# Spasoje Bulajič
Spasoje Bulajič (Slovenj Gradec, 1975. november 24. –), szlovén válogatott labdarúgó.
A szlovén válogatott tagjaként részt vett a 2000-es Európa-bajnokságon és a 2002-es világbajnokságon.

## Sikerei, díjai
Maribor
- Szlovén bajnok (2): 1996–97, 1997–98
- Szlovén kupagyőztes (1): 1996–97